# プログレスM-17M
M-17M (ロシア語: Прогресс М-17М)はロシア連邦宇宙局が2012年に国際宇宙ステーション(ISS)の補給のために打ち上げたプログレス補給船である。NASAやJAXAではプログレス 49、49Pなどと呼んでいる。プログレス改良型の11F615A60型では17機目であり、シリアル番号は417番だった。ISSへの130機目の打ち上げであり、ロシアが2012年の打ち上げた20機目の宇宙機で、R-7系ロケットでの打ち上げは年初以来の11回目であった。
2013年4月15日、プログレスM-17MはISSからドッキングを解除し、6日後の4月21日に太平洋上で廃棄された。

## 打ち上げ
プログレスM-17Mは2012年10月31日7時41分19秒、カザフスタンのバイコヌール宇宙基地1/5発射台からソユーズ-Uで打ち上げられた。10分後に低軌道に投入が成功した。打ち上げ時ISSは発射場の上空から1550kmの位置にあり、投入後プログレスはISS後方3610kmの位置にあった。

## ドッキング

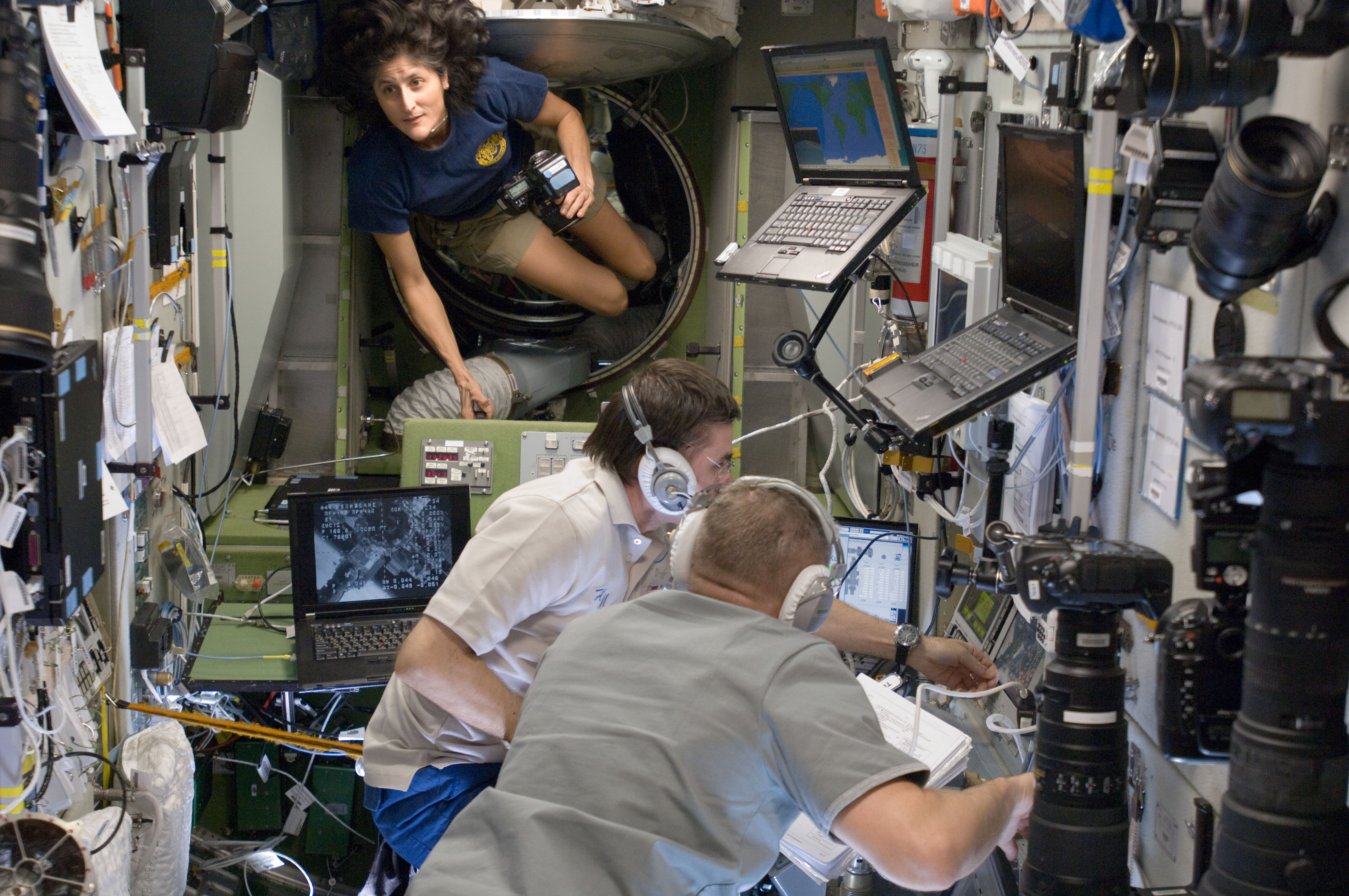
M-17MのISS接近中のTORU制御の情報を注視するマレンチェンコとノヴィツキー。船長のスニータ・ウィリアムズがこちらに向かってきている。

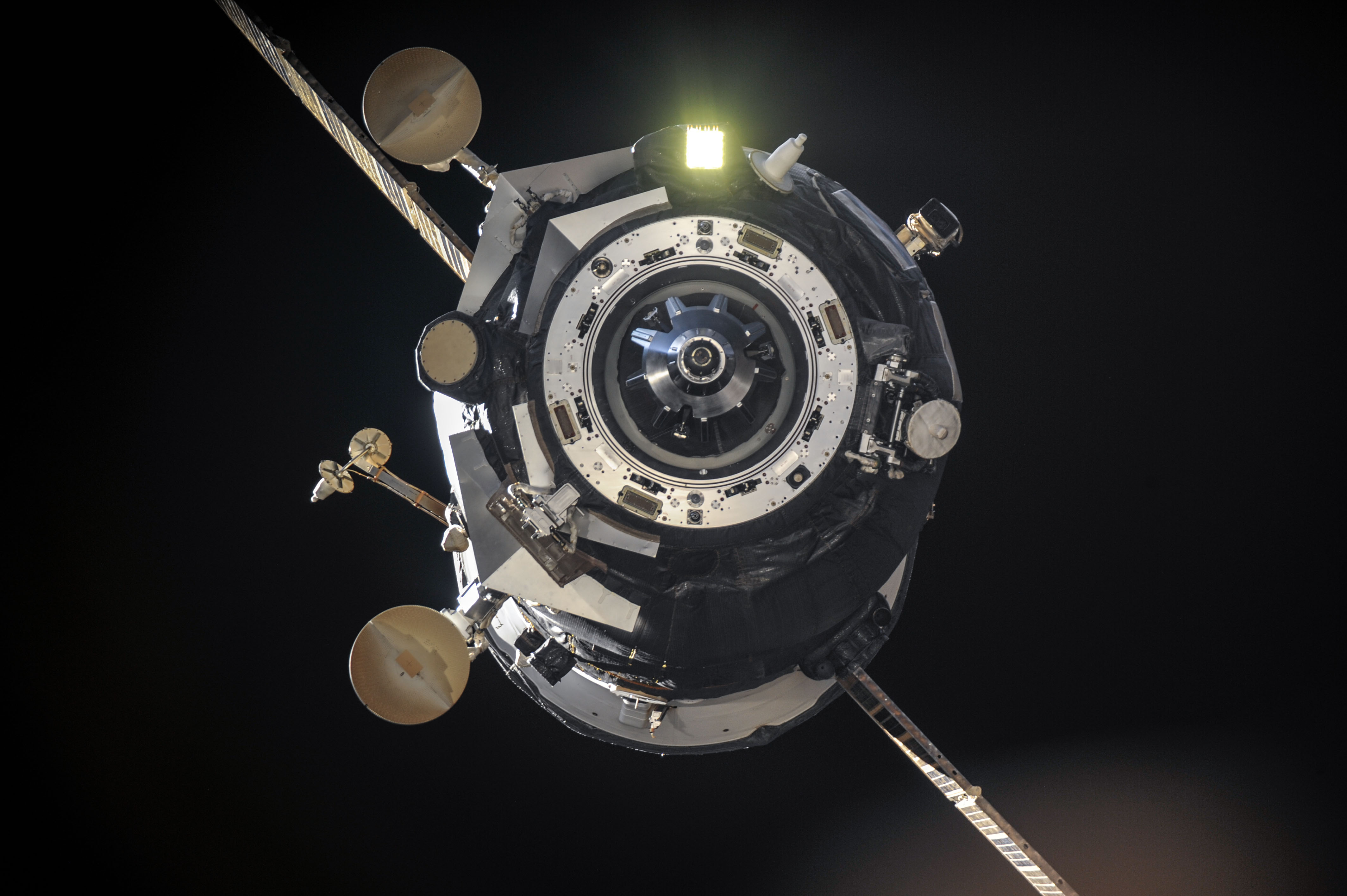
ズヴェズダの後方ドッキング部を離れるプログレスM-17M、2013年4月15日

プログレスM-17MはプログレスM-15M以前のドッキングまでに50時間ほどかかる近接方法ではなく、プログレスM-16Mと同様の4周回目でランデブーとドッキングを行う急速接近方式が採用された。この方式では寿命の短い生物化学的品目が輸送可能であり、プログレスでの試験の後、2013年の有人のソユーズの打ち上げでも乗員の負担軽減のために同様の方式が採用されている。
ランデブー過程で、M-17MはISSの近くに近接するため数回の制御噴射と推進噴射を行った。ISSとプログレスに搭載されているクルスが誘導のために起動された。TVシステムが8kmの位置で起動され、M-17Mは接近を続けた。 ISSに搭乗していたユーリ・マレンチェンコはプログレスがさらに近づいた後、自動ドッキング作業が停止するような問題が起きた場合に手動操作ができるように、TORUシステムの前で待機した。第33次長期滞在のオレッグ・ノヴィツキーとエヴゲニー・タレルキンもマレンチェンコを支援し、プログレスの技術映像を得ていた。
M-17MはISSの周辺周回を開始し、ISSから300mの位置に到達した。ISS周辺の周回を1度終え、M-17MはISSから180mの位置での軌道保持をはじめた。モスクワ郊外のコリョロフにあるロシア飛行管制室ツープはプログレスの全システムが正常に稼動しており、ズヴェズダのドッキングポートと適切にならんでいることを確認した。最後の接近指令の発行後、プログレスは制御噴射を行い、正常な近接方式に従った。ズヴェズダへのドッキングは打ち上げから5時間52分の2012年10月31日13時33分に行われた。ドッキング時、プログレスとISSはコロンビアのボゴタ上空を飛行していた。

## ドッキング解除後
プログレスM-17Mは2013年4月15日にISSかドッキングを解除した。このドッキング解除によって、次にISSに到着する4月24日に打ち上げられたプログレスM-19Mにドッキングポートを空けることになった。
その後6日間、プログレスM-17Mはレーダープログレスの科学実験を行うために自動状態で運行された。ミッション後、4月21日15時2分(GMT)頃プログレスM-17Mは太平洋上空で地球の大気圏に再突入し、太平洋上に落下した。

## 荷物
プログレスM-17Mはドライカーゴに1247kgの装置類、食品、医療品、生命維持用品などが搭載され、それ以外として683kgのロシア制御スラスタ補充用燃料、420kgの水、47kgの酸素など空気が搭載されていた。

## 註
1. ↑  NASA (2013年4月15日). “Crew Preps for Spacewalk; Cargo Ship Departs”.   NASA. 2013年5月2日閲覧。
2. ↑  Harding, Pete. “Progress M-17M docks with ISS just six hours after launch”.   NASASpaceflight.com. 2012年10月31日閲覧。
3. ↑  “Progress M-17M Docks to ISS under six Hours after Blastoff”.   SPACEFLIGHT 101 (2012年10月31日). 2013年3月20日時点のオリジナルよりアーカイブ。2012年11月1日閲覧。
4. ↑  “Russia’s Progress Cargo Spacecraft `Buried' in Pacific”.   RIANOVOSTI (2013年4月21日). 2013年5月2日閲覧。